# Nemertopsis quadripunctata
Nemertopsis quadripunctata är en djurart som tillhör fylumet slemmaskar, och som först beskrevs av Jean René Constant Quoy och Joseph Paul Gaimard 1833.  Nemertopsis quadripunctata ingår i släktet Nemertopsis och familjen Emplectonematidae. Inga underarter finns listade i Catalogue of Life.